# Sithathoriunet
Sithathoriunet (su nombre significa "hija de Hathor de Dendera ") era la hija de un rey del Antiguo Egipto de la XII Dinastía, conocida principalmente por su enterramiento en El-Lahun donde se encontró un tesoro de joyas.  Posiblemente fue hija de Senusret II  ya que su sepultura se encontró junto a la pirámide de este rey. Si es así, sería una de los cinco hijos conocidos y una de las tres hijas de Senusret II; los otros hijos fueron Senusret III, Senusretseneb, Itakayt y Nofret. 

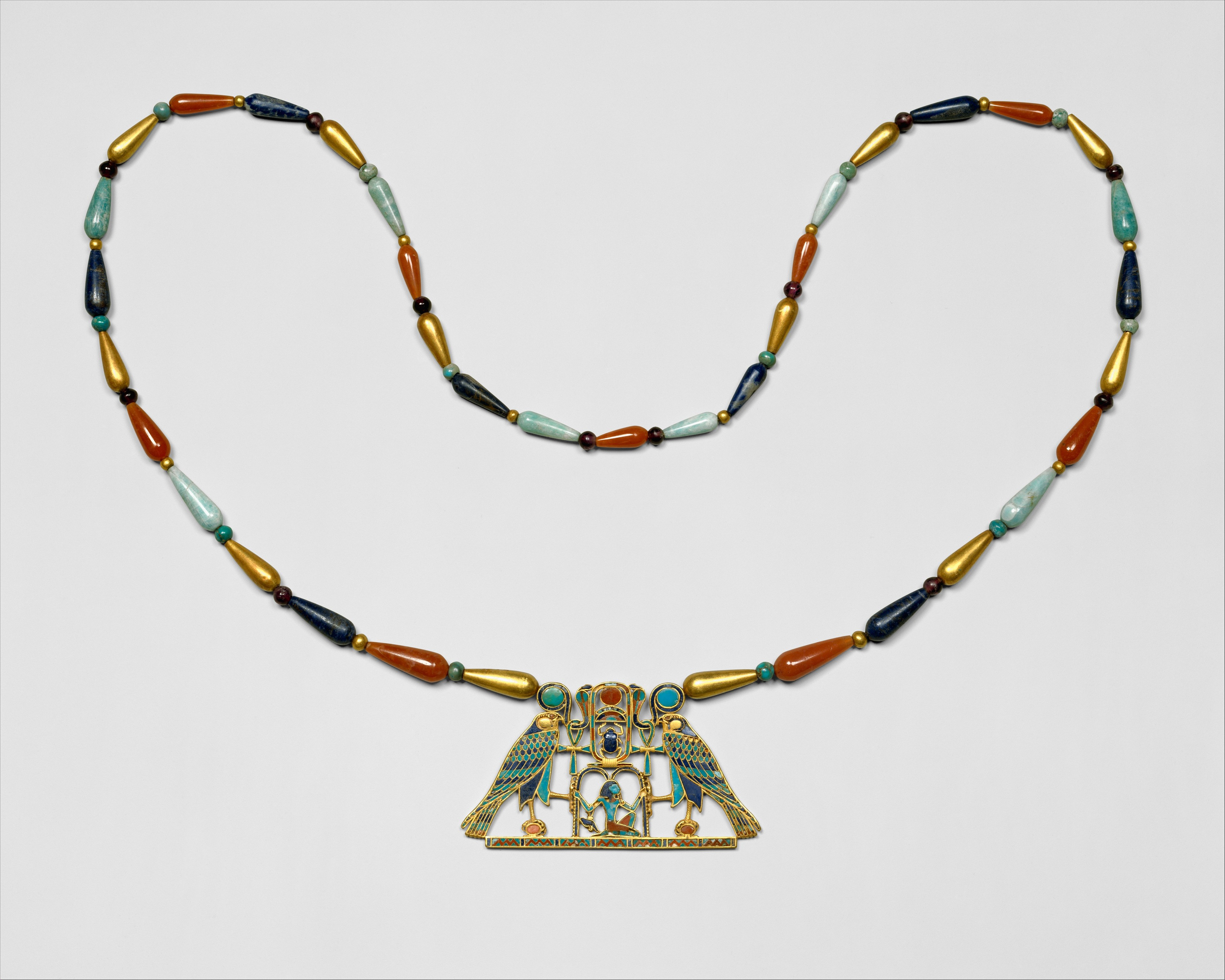
Pectoral y collar de la Princesa Sithathoriunet; alrededor de 1887-1813 a. C.; oro, cornalina, lapislázuli, turquesa, granate y feldespato; altura del pectoral: 4,5 cm; Museo Metropolitano de Arte (Nueva York)

Sithathoriunet fue enterrada en el complejo piramidal de Kahun. Debió de morir mientras Amenemhat III era faraón, ya que en su tumba se encontraron objetos con su nombre.Su nombre y títulos se conservan en sus tarros canopos y en un vaso de alabastro hallado en su tumba.La tumba fue excavada en 1914 por Flinders Petrie y Guy Brunton. Ya había sido saqueada en la antigüedad, pero un nicho del enterramiento escapó a la atención de los saqueadores. En este nicho se encontraron restos de varias cajas llenas de joyas y objetos cosméticos, como navajas, un espejo y jarrones.  

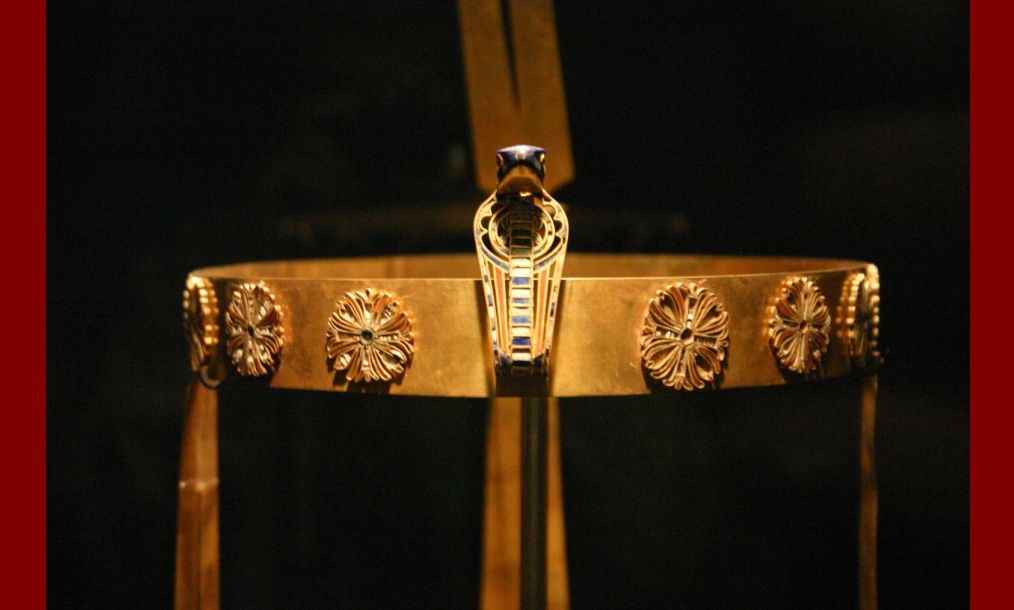
Corona de Sithathoriunet, Museo Egipcio de El Cairo (JE 44919)

Las joyas encontradas se consideran de las de mayor calidad jamás halladas en tumbas del Antiguo Egipto. También se encontraron dos pectorales, uno con el nombre de Senusret II y otro con el de Amenemhat III. También había una corona y varios brazaletes con el nombre de Amenemhat III inscrito. La mayoría de los objetos son de oro con incrustaciones de piedras preciosas (cloisonné). En la actualidad, la mayoría de los hallazgos se encuentran en el Museo Metropolitano de Arte de Nueva York, aunque la corona se encuentra en el Museo Egipcio de El Cairo.

## Literatura
- G. Brunton: Lahun I: The Treasure (BSAE 27 en ERA 20 (1914)), Londres 1920 el libro en línea Archivado el 7 de abril de 2010 en Wayback Machine.
- HE Winlock: El tesoro de el Lahun, Nueva York 1973

- Datos: Q548146
- Multimedia: Sithathoryunet / Q548146